# Ernst Sigismund Schober
Ernst Sigismund Schober, auch Ernst Siegmund (* 6. Februar 1681 in Schweidnitz, Fürstentum Schweidnitz-Jauer; † 15. August 1749 ebenda), war ein königlicher Amtsadvokat, Kirchendeputierter und Rechtskonsulent des evangelischen Kirchenkollegiums, sowie Lehnsherr auf Bögendorf.

## Leben
Ernst Sigismund Schober entstammte der Patrizierfamilie Schober. Er war der Sohn des Stadtapothekers Rudolph Schober (* ca. 1654; † 25. April 1693) und der Anna Rosina geb. Fessel († 7. Februar 1710). Seine Großeltern waren der Stadtapotheker Jacob Schober und Rosina Katharina geb. von Püschel. Schober studierte bis 1704 Rechte in Halle. Nach dem Tode seiner Mutter erbte er als nächstes männliches Familienmitglied die elterliche Apotheke und auch die Rittergüter Niederstonsdorf und Bögendorf. Da er von Beruf Advokat war, ließ er die Apotheke 1714 von Andreas Klotz und 1722 von Franz Frick Leiter verwalten. 1719 wurde Schober zum Kirchendeputierten ernannt und 1724 zum Kassendeputierten und Rechtskonsulent des evangelischen Kirchenkollegiums. Er war Verfasser einer Abschriften-Sammlungen zur schlesischen und speziell zur Schweidnitzer Geschichte. Sein Tagebuch beschränkte sich auf geschriebene Notizen vom 1. Januar bis 1. Oktober 1741, darunter befinden sich auch Zeitungsrelationen, Manifeste, sowie ein Bericht über die Ratssitzungen. Die von Schober wiederentdeckte Thommendorf´sche Familienchronik, begonnen von Venceslaus Thommendorf und abgeschlossen von Daniel Scheps, versah er mit Nachträgen und Zusätzen. Möglicherweise war Schober mit den Familien verwandt. Nach dem Einzug der Preußen legte Schober 1743 seine öffentlichen Ämter nieder. Er starb am 15. August 1749 im Alter von 68 Jahren.

## Familie
Ernst Sigismund Schober heiratete am 24. September 1708 Susanna Elisabeth Glafey (* 14. September 1691 in Hirschberg; † 25. September 1748 in Schweidnitz). Aus der Ehe gingen 11 Kinder hervor:
- Regina Eleonora (* 25. Juli 1709; † 6. August 1709)
- Ernst Gottfried (* 12. Februar 1711; † 27. Februar 1711)
- Johanna Regina (* 28. Januar 1712; † 17. August 1717)
- Ernst Sigismund (* 16. Februar 1714; † 26. März 1773); ⚭ Johanne Zschonka
- Rosina Catharina (* 27. Juni 1715; † 14. März 1716)
- Christina Eleonora (* 3. März 1717; † 2. September 1717)
- Heinrich Gottlieb (* 28. Oktober 1718; † 12. November 1718)
- Johanna Elisabeth (* 6. Dezember 1720; † 21. Mai 1721)
- Carl Rudolph (* 22. April 1722; † 9. Juli 1785); ⚭ Christiane Theodora Mentzel
- Christian Gottfried (* 27. Februar 1725; † 19. Februar 1740)
- Maria Magdalena (* 1. April 1727; † 29. April 1727)

## Werke
- Dissertatio De Feudis Ducatuum Silesiae Schwidnicensis Et Jauraviensis. Johann Gruner, Halle und Magdeburg, 1704.  Diese Dissertation wurde nochmals abgedruckt in: De Feudis Ducatuum Silesiae Svidnicens. & Jauraviens. In: George von Wenzki (Hrsg.): Deliciae Iuris Silesiaci Sive Commentationes Et Dissertationes Clarissimorum Virorrum Silesiae Iura Illustrantes. Boehmius, Frankfurt und Leipzig, 1736